# ロウバイ属
ロウバイ属（ロウバイぞく、学名: Chimonanthus）は、クスノキ目ロウバイ科に分類される1属である。落葉性または常緑性の低木から小高木であり、葉は対生する。花期は秋から冬、花柄は短く、花には芳香があり、多数の黄色い花被片がらせん状についている（図1）。雄しべは5–8個、雌しべは5–15個。果実は痩果であるが、同じ花に由来する多数の果実が花托で包まれて集合果を形成する。6種ほどが知られ、すべて中国に分布する。学名の Chimonanthus は、「冬 (cheimon)」と「花 (anthos)」を意味するギリシャ語に由来する。

## 特徴
落葉性または常緑性の低木から小高木（図2a）。小枝は二叉状に分枝し、四角柱から亜円柱状。冬芽は瓦重ね状の芽鱗で覆われる。葉は対生し、葉身は紙質から革質、表面（向軸面）は平滑またはざらつく（図2b）。
花期は秋から冬。芳香がある花が腋生し、花柄は無いかごく短い（図1, 3a）。花被片は多数、膜質、外側から内側に大きさや形が変化するが、明確な二形性（萼片と花弁）は示さず、黄色から黄白色、ときに紫色の斑紋がある（図1, 3a）。雄しべは5–8個、杯状の花托内に配置し、花糸は糸状だが基部は幅広く、合生し、ふつう軟毛がある。仮雄しべは雄しべの内側にあり、数個から多数、軟毛がある。心皮は5–15個、離生心皮。胚珠は1心皮に2個であるが、1個はふつう不稔。
果実は痩果であり、長楕円形から楕円状卵形、または腎形（図3b）。1つの花に由来する多数の果実が花托に包まれて集合果となる（図3b）。集合果は卵形楕円形から鐘形、有毛。少なくともロウバイと Chimonanthus nitens では染色体数は 2n = 22。

## 分布
中国中部から南部に分布する。低地に生育するものから、標高3000メートル近い高地で見られるものまでいる。いくつかの種（特にロウバイ）は観賞用に世界中の温帯域で植栽されている。

## 人間との関わり
いくつかの種は観賞用とされ、特にロウバイは日本を含む世界中の温帯域で広く植栽されている。葉や花、種子、根は、生薬として利用されることがある。一方で、少なくとも一部の種では種子などから有毒アルカロイドであるカリカンチンが報告されており、家畜の死亡例などが知られている。

## 分類
ロウバイ属には、6種が知られている（表1）。ただし、これらの種間の遺伝的差異は小さく、その分化は最近100–200万年の間であることが示唆されている。また、形態的にもこれらを明瞭に区別することは難しい。そのため、これら6種は、より少数の種にまとめられる可能性もある。
表1. ロウバイ属の種の分類体系の一例
- ロウバイ属 Chimonanthus Lindley (1819)
シノニム: Butneria Duhamel (1755), not Byttneria Loefling (1758), nom. cons.[4]; Meratia Loisel. (1819)[1][4]
  - Chimonanthus campanulatus R.H.Chang & C.S.Ding (1980)[9]
常緑性。葉身は長楕円形から楕円状披針形、表面（向軸面）は平滑、裏面（背軸面）は緑色。花被片は18–20枚、黄色。心皮は3–4個。集合果は鐘形、4–6 × 2.5-4 cm、表面にわずかな網目模様があり、先端がわずかに狭くなる。花期は8–12月。中国中南部。
  - Chimonanthus grammatus M.C.Liu (1984)[8]
常緑性。葉身は革質、広楕円形から楕円状卵形、表面は淡緑色で平滑、裏面は緑色。花被片は25–27枚、黄色。集合果は鐘形、2.5-4 × 2-2.7 cm、表面に明瞭な網目模様があり、先端が狭くならない。花期は10–12月。中国東南部。
  - Chimonanthus nitens Oliv. (1887)[5][13]
シノニム: Calycanthus nitens (Oliv.) Rehder (1900); Meratia nitens (Oliv.) Rehder & E.H.Wilson (1913)
常緑性。葉身は広楕円形から卵状披針形、表面は平滑、裏面は灰白色。花被片は20–24枚、黄色から黄白色。集合果は壺形から楕円形、2-5 × 1-2.5 cm、先端が狭くなる。花期は10–1月。中国北部から南部。
  - ロウバイ Chimonanthus praecox (L.) Link (1822)[6][14]
シノニム: Calycanthus praecox L. (1762); Beureria praecox (L.) Kuntze (1891); Meratia praecox (L.) Rehder & E.H.Wilson (1913); Calycanthus suaveolens Salisb. (1796); Chimonanthus caespitosus T.B.Chao, Z.X.Chen & Z.Q.Li (1989); Chimonanthus fragrans (Loisel.) Lindl. (1820); Chimonanthus fragrans var. grandiflorus Lindl. (1820); Chimonanthus grandiflorus (Lindl.) Steud. (1840); Chimonanthus luteus (G.Don) Biel. (1867); Chimonanthus parviflorus Raf. (1838); Chimonanthus praecox var. concolor Makino (1909); Chimonanthus praecox f. grandiflorus (Lindl.) Rehder (1949); Chimonanthus praecox var. grandiflorus (Lindl.) Makino (1910); Chimonanthus praecox var. intermedius Makino (1910); Chimonanthus praecox f. intermedius (Makino) Okuyama (1955); Chimonanthus praecox f. luteus (G.Don) Okuyama (1955); Chimonanthus praecox var. luteus G.Don (1832); Chimonanthus praecox var. reflexus B.Zhao (2007); Chimonanthus praecox f. versicolor B.Zhao (2007); Chimonanthus verus Biel. (1867); Chimonanthus yunnanensis W.W.Sm. (1914); Meratia fragrans Loisel. (1819); Meratia praecox var. grandiflora (Lindl.) Rehder & E.H.Wilson (1913); Meratia yunnanensis (W.W.Sm.) Hu (1925)
落葉性または半常緑性。葉身は楕円形から広楕円形、表面はざらつく。花被片は15–21枚、光沢があり、黄色だがふつう内側の花被片に赤紫色の斑紋がある。心皮は5–15個。集合果は壺形から楕円形、2–6 × 1-2.5 cm、先端は狭まる。花期は10–3月。中国北部から南部。
  - Chimonanthus salicifolius S.Y.Hu (1954)[7]
シノニム: Chimonanthus nitens var. salicifolius (S.Y.Hu) H.D.Zhang (2004); Chimonanthus praecox var. pilosus L.Q.Chen (1990)
半常緑性。葉身は長楕円形から線状披針系形、表面は灰緑色でざらつく。花被片は15–17枚、光沢がなく、黄色。心皮は6–8個。集合果は卵状楕円形から楕円形、2.3-3.6 cm、先端が狭くなる。花期は8–10月。中国東南部。
  - Chimonanthus zhejiangensis M.C.Liu (1984)[10]
常緑性。葉身は革質、楕円形から広卵形、表面は平滑、裏面は緑色。花被片は16–24枚、黄色。心皮は6–9個。集合果は鐘形、2.5–3.5 × 1.4-1.8 cm、表面にわずかな網目模様があり、先端が狭くなる。花期は10–11月。中国東南部。